# 潘塔納爾馬托格羅索國家公園
17°40′19″S 57°26′42″W / 17.672°S 57.445°W

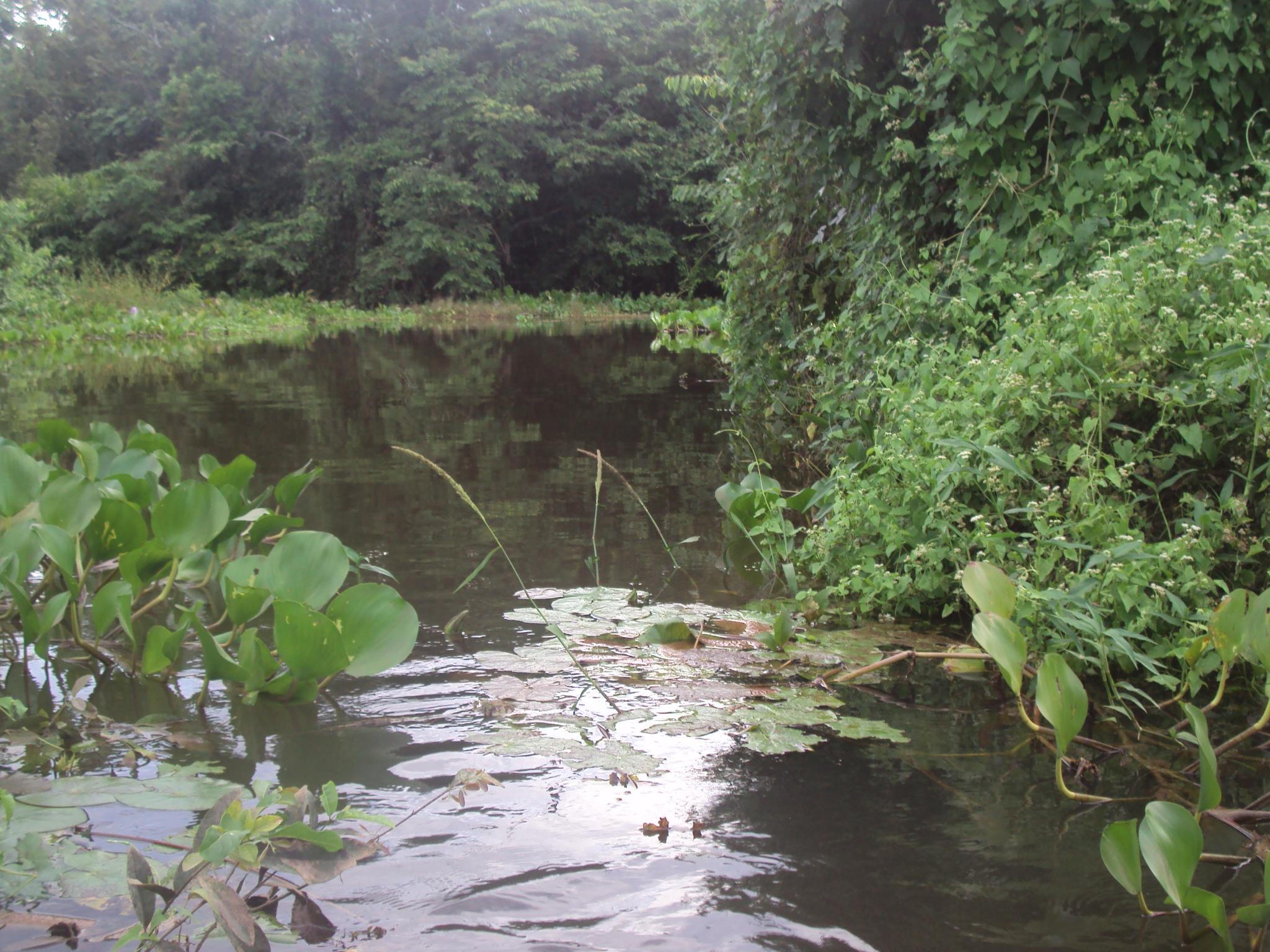

潘塔納爾馬托格羅索國家公國（葡萄牙語：Parque Nacional do Pantanal Matogrossense），是巴西的國家公園，位於該國南部馬托格羅索州和南馬托格羅索州，成立於1981年9月24日，面積13.6萬公頃，覆蓋科倫巴、卡塞雷斯和波科內地區。